# Umimayanthus parasiticus
Umimayanthus parasiticus is een Zoanthideasoort uit de familie van de Parazoanthidae. De wetenschappelijke naam van de soort werd in 1860 voor het eerst geldig gepubliceerd door Duchassaing de Fonbressin & Michelotti. Deze korstanemoon groeit symbiotisch op verschillende soorten sponzen. Het wordt gevonden in ondiepe wateren van de Caraïbische Zee en de Golf van Mexico.

## Beschrijving
De poliepen van Umimayanthus parasiticus lijken oppervlakkig gezien op vrij kleine zeeanemonen. Ze groeien alleen of in kleine groepjes van twee of drie op het oppervlak van bepaalde soorten sponzen. De poliepen zijn verbonden door een dunne laag weefsel genaamd coenenchym en komen voor bij dichtheden van 3 tot 10 per vierkante centimeter. De afstanden tussen de poliepen worden groter naarmate ze zich verspreiden over het oppervlak van de gastheerspons voortplanten. De kolom van de poliep is bedekt met zanddeeltjes en kalkhoudend materiaal en is wit. De orale schijf is tot 6 mm in diameter en er zijn twee ringen van tentakels rond de rand met ongeveer 14 tentakels in elk. Deze zijn bruin en bevatten symbiotische zoöxanthellen, eencellige fotosynthetische algen die de poliep voorzien van voedingsstoffen terwijl ze profiteren van het stikstofhoudende afval.

## Verspreiding en leefomgeving
Umimayanthus parasiticus wordt gevonden in de Caraïbische Zee, de Golf van Mexico, Florida, Bermuda en de Bahama's op diepten variërend van 7,5 tot 30 meter. Het is gebruikelijk waar de gastheersponzen worden gevonden. Deze omvatten Cliona delitrix en andere Cliona spp.-soorten, Gelloides ramosa, Callyspongia vaginalis en Spheciospongia spp.-soorten.

## Biologie
Net als andere koralen breiden de poliepen van Umimayanthus parasiticus hun tentakels uit om zich te voeden met zoöplankton. Het is waarschijnlijk dat het koraal profiteert van de stroming van water in en uit de spons, waardoor het aantal voedseldeeltjes dat binnen zijn bereik komt toeneemt. De spons is een filtervoeder en voedt zich met de bacteriën en opgeloste organische stof die het verwijdert uit het water dat door zijn weefsels gaat. De aanwezigheid van het koraal belemmert de instroom van water. Sommige sponzen produceren aangroeiwerende verbindingen die ze in het omringende water afgeven om te voorkomen dat andere organismen hun oppervlak koloniseren. Desalniettemin toonde een lopende studie van sponzen gekoloniseerd door zoanthide-koralen positieve voordelen voor de spons in groei- en overlevingspercentages, dus de associatie lijkt mutualistisch te zijn.
De geslachten zijn gescheiden in Umimayanthus parasiticus. Oöcyten beginnen zich in februari te ontwikkelen en worden volwassen wanneer de watertemperatuur in juli stijgt tot ongeveer 27 °C. Het paaien vindt precies twee nachten na de volle maan plaats gedurende de volgende drie maanden, met het belangrijkste paaigebeurtenis in september. De eieren worden afzonderlijk afgeworpen en bevatten geen zoöxanthellen en de bevruchting vindt plaats in de waterkolom. Over de ontwikkeling van de larven is weinig bekend.